# Orlando Engelaar
Orlando Engelaar est un footballeur néerlandais né le 24 août 1979 à Rotterdam. Il évoluait au poste de milieu de terrain. Il a pris sa retraite en septembre 2015.

## Biographie
Orlando fait ses débuts en professionnel en Eredivisie avec l'équipe du NAC Breda lors de la saison 2000-2001 où il évolue en tant que attaquant, il démarre difficilement n'inscrivant aucun but lors de ses deux premières saisons. S'aidant d'un physique de déménageur, lors de la saison 2002-2003 il devient enfin titulaire et inscris 12 buts en 33 matchs d'Eredivisie. Puis en août 2004, il est transféré au Racing Genk en Belgique. En 59 matchs de Jupiler League, il marquera un nombre honorables de 12 buts.
En 2006, il retourne dans son pays natal les Pays-Bas pour signer au FC Twente. Là-bas il se révèlera enfin au grand jour en descendant d'un cran pour se placer devant la défense. Il devient à ce poste un infatigable travailleur de l'ombre.
Il sera même retenu pour disputer l'Euro 2008 en Suisse et en Autriche et deviendra l'une des révélations du tournoi.
Ces bonnes performances à l'Euro 2008 lui permettent de signer à Schalke 04 en Bundesliga malheureusement il ne confirme pas réellement son talent et retourne au PSV Eindhoven en 2009 pour un transfert de 4 M€.
En août 2013, il s'expatrie en Australie en signant au Melbourne Heart.

## Palmarès
- PSV Eindhoven
  - Vainqueur de la coupe des Pays-Bas : 2012.

## Sélections
Il fête sa première sélection lors d'un match amical en 2007 face à la Corée du Sud (0-2).
Le sélectionneur de l'équipe des Pays Bas, Marco van Basten, le retient parmi l'effectif de vingt-trois joueurs appelé à participer à l'Euro 2008.
Cependant deux ans plus tard, il n'est pas appeler pour disputer la Coupe du monde 2010 avec les Pays-Bas de Bert van Marwijk alors que les Pays-Bas terminent 2e du tournoi.
- 14 sélections et 0 but avec l'équipe des Pays-Bas de football depuis 2007.